# Glycosia nishiyamai
Glycosia nishiyamai är en skalbaggsart som beskrevs av Sakai 1995. Glycosia nishiyamai ingår i släktet Glycosia och familjen Cetoniidae. Inga underarter finns listade i Catalogue of Life.